# Clavija spinosa
Clavija spinosa är en viveväxtart som först beskrevs av José Mariano da Conceição Vellozo och som fick sitt nu gällande namn av Carl Christian Mez.
Clavija spinosa ingår i släktet Clavija och familjen viveväxter. Inga underarter finns listade i Catalogue of Life.